# Kojšovská hoľa
Le Kojšovská hoľa, culminant à 1 246 m d'altitude, est un sommet des monts de Volovec dans les Carpates occidentales à l'Est de la Slovaquie. Il se trouve à proximité immédiate de Zlatá Idka dans la région de Košice.
Une très petite station de ski a été développée sur le flanc de cette montagne et un radar météorologique se trouve au sommet.

## Géographie

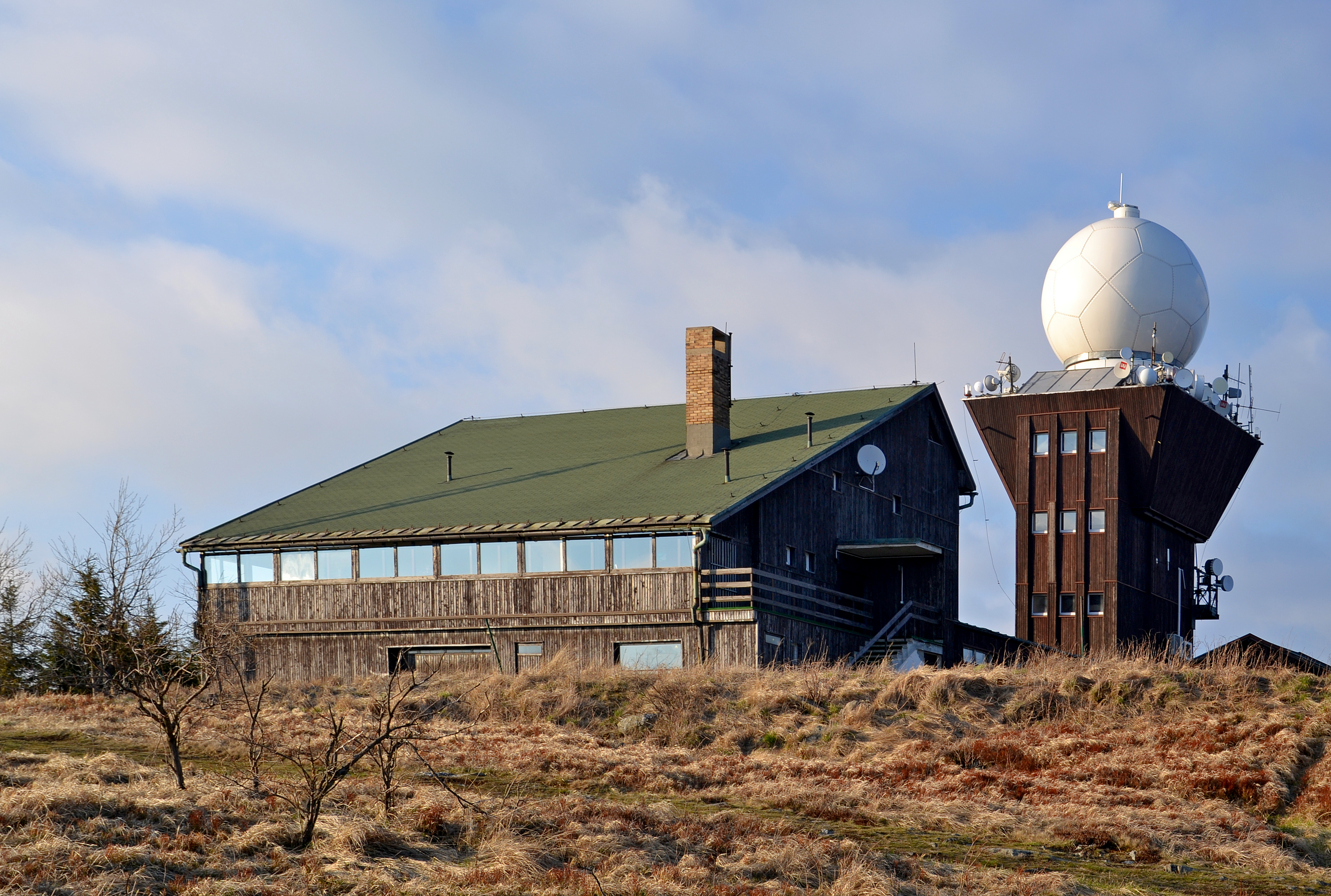
Station et radar météo à Kojšovská hoľa.

Kojšovská hoľa s'élève entre les villages de Kojšov, Opátka, Zlatá Idka et Prakovce, à environ 16 km à l'ouest de Košice. C'est un sommet dégarni distinctif qui est envahi par la bruyère et les myrtilles. La cime s'élève légèrement au nord de la crête principale et offre une vue circulaire parfaite des environs.

## Activités
Ses pentes sud sont utilisées en hiver pour le ski, autour d'un vaste domaine skiable : Skipark Erika. Environ un kilomètre à l'ouest du sommet est situé à une altitude de 1 045 m le chalet Erika.
Au sommet se trouve la station météorologique et radar de l'Institut slovaque d'hydrométéorologie qui surveille les conditions météorologiques.